# Dajuan Wagner
Dajuan Marquett Wagner (Camden, Nueva Jersey, 4 de febrero de 1983) es un exjugador de baloncesto que militó en la NBA desde 2000 hasta 2006. Es hijo del que también fuera jugador profesional Milt Wagner.

## Carrera

### Universidad
Procedente del Instituto Camden, donde llegó a anotar 100 puntos en un partido y promediar 42,5 puntos en su temporada sénior, Wagner jugó un año en la Universidad de Memphis. En aquella temporada fue nombrado All-American, en el mejor quinteto de la Conference USA, freshman del año en la conferencia y en el mejor quinteto de freshman. Anotó 762 puntos en total, todo un récord en Memphis. En 36 partidos, promedió 21,2 puntos con un 41% en tiros de campo (265-647), 3,6 asistencias y 1,19 robos por encuentro. En tan solo una temporada, Wagner finalizó tercero en el ranking de tiros de campo convertidos y primero en tiros de campo intentados de la historia de Memphis. Anotó 20 o más puntos en 22 ocasiones, consiguiendo en un encuentro 32 puntos, empatando el récord de la universidad de más puntos en un partido. 
Wagner fue nombrado MVP del National Invitational Tournament (NIT) que ganaron los Tigers, promediando en 5 partidos 21,4 puntos, 53.3% (40-75) en tiros de campo, 46,7% (14-30) en triples y 4,4 asistencias. En la semifinal ante Temple anotó 32 puntos con 5 triples incluidos y 5 asistencias en 36 minutos.

#### Estadísticas
| Año     | Equipo  | PJ | PT | MPP  | %TC  | %3P  | %TL  | RPP | APP | ROB | TPP | PPP  |
| ------- | ------- | -- | -- | ---- | ---- | ---- | ---- | --- | --- | --- | --- | ---- |
| 2001–02 | Memphis | 36 | 35 | 31.8 | .410 | .317 | .722 | 2.5 | 3.6 | 1.2 | .6  | 21.2 |

### NBA
Wagner fue seleccionado en la quinta posición del Draft de 2002 por Cleveland Cavaliers. Frecuentemente comparado con Allen Iverson, promedió en su temporada rookie 13.4 puntos y 2.8 asistencias en 29.5 minutos de juego, siendo castigado por las lesiones y jugando solamente 47 partidos. Finalizó entre los rookies cuarto en anotación y asistencias, tercero en minutos, décimo en porcentaje de triples y quinto en porcentaje de tiros libres. Además, jugó el Rookie Challenge durante el All-Star Weekend de Atlanta, anotando en ese partido 12 puntos, cogiendo 2 rebotes y repartiendo una asistencia en 17 minutos. El 11 de diciembre de 2002, Wagner realizó una exhibición consiguiendo 32 puntos con un 12/24 en tiros, incluidos cuatro triples, convirtiéndose con ello en el noveno rookie en la historia de los Cavaliers en anotar por encima de los 30 puntos y el primero desde la temporada 1997-98.
En su segunda campaña en la NBA continuaron las lesiones, permitiéndole aparecer en 44 partidos, 4 de ellos como titular, y firmando 6,5 puntos, 1,3 rebotes y 1,2 asistencias en 16,5 minutos de juego. A finales de enero de 2004, promedió en cuatro partidos 18 puntos, anotando 21 puntos ante Orlando Magic, su récord personal en la temporada.
Lamentablemente, las lesiones seguían persiguiéndole, por lo que en la siguiente temporada solo pudo jugar 11 partidos con 4 puntos y 1,2 asistencias de promedio por noche en 9,3 minutos en pista. Los Cavaliers no le renovaron al finalizar la temporada regular y Wagner se convirtió en agente libre. El 22 de septiembre de 2006 firmó un contrato de dos años con Golden State Warriors, pero dos meses después fue despedido tras jugar únicamente un partido en la temporada, en el que consiguió 4 puntos en 7 minutos.
Se retiró de la NBA por enfermedad en 2006.

### Europa
Jugó la temporada 2007-08 en el Asseco Prokom Gdynia de la liga polaca.